# 德克維爾 (密歇根州)
德克維爾（英語：Deckerville）是位於美國密歇根州薩尼拉克縣馬里昂鎮區的一個村。

## 人口
根據2020年美國人口普查的數據，德克維爾的面積為3.23平方千米，當中陸地面積為3.23平方千米，而水域面積為0.00平方千米。當地共有人口877人，而人口密度為每平方千米271人。